# Кричи, так как я тебя убью
«Кричи, так как я тебя убью» (нем. Schrei — denn ich werde dich töten!) — немецкий телефильм 1999 года режиссёра Роберта Сигла, совмещающий в себе элементы фильма ужасов, триллера и детектива. В англоязычном прокате фильм вышел под названием Конец школы. В 2001 году вышло продолжение фильма под названием Остров страха. Премьера телефильма состоялась 10 ноября 1999 года на немецком телеканале RTL.

## Сюжет
Девушка-выпускница Джессика едет на такси отца в школу на ночное веселье по случаю окончания школы. В это время по радио объявляют что из психиатрической лечебницы сбежал маньяк-убийца. Она проезжает мимо голосующего попутчика, у которого сломалась машина, однако его Джессика не подобрала. Попутчик, увидев номер такси (он нарисован на самой машине Джессики), позвонил и Джессика согласилась его подвезти.
В это время пятеро выпускников — Нина, её парень Том, Анна, Филип и его сестра Эва уходят от других празднующих окончание учёбы в другое крыло школы для того, чтобы напоследок устроить бывшим учителям всякие пакости. Нина, в свою очередь, видит машину Джессики, стоящую возле школы, однако самой Джессики нигде нет. Наконец выясняется, что попутчик Джессики и есть сбежавший маньяк, который, разодевшись в маскарадный костюм и красную маску, начинает убивать выпускников, зашедших в другое крыло школы.

## В ролях
- Сандра Леонард — Джессика
- Katharina Wackernagel — Нина
- Nils Nellesen — Том
- Marlene Meyer-Dunker — Анна
- Niels-Bruno Schmidt — Филип
- Рита Лендьела — Эва

## Художественные особенности
Ввиду того, что фильм снимался специально для телевидения, в фильме отсутствуют жестокие сцены и он не столь кровавый как слэшеры, созданные для проката или выходившие прямо на видео. Однако отсутствие этих элементов замещается атмосферностью фильма. Почти всё действие фильма происходит в здании упомянутой школы, спецэффекты сведены к минимуму.